# Wassili Podkorytow
Wassili Nikolajewitsch Podkorytow (kasachisch Василий Николаевич Подкорытов, englisch Vasiliy Podkorytov; * 11. Januar 1994 in Leninogorsk, Ostkasachstan) ist ein ehemaliger kasachischer Biathlet. Er nahm an den Olympischen Spielen 2018 teil.

## Sportliche Laufbahn
Wassili Podkorytow bestritt seine ersten internationalen Wettkämpfe bei den Jugendweltmeisterschaften 2012, wo er mit Maxim Braun und Ruslan Bessow eine Staffelmedaille nur knapp verpasste. Zum Winter 2013/14 wurde er in die Nationalmannschaft aufgenommen und bestritt daher erste Wettkämpfe im IBU-Cup. Bei den Asienmeisterschaften 2014 konnte er im Sprint die Bronzemedaille gewinnen. Am Ende des Jahres feierte der Kasache in Hochfilzen sein Debüt im Weltcup und bestritt auf dieser Ebene den Großteil der Saison und nahm auch an den Weltmeisterschaften 2015 teil, wobei das beste Saisonergebnis ein 71. Rang wurde. Im selben Jahr lief Podkorytow auch bei der Winteruniversiade in Osrblie und gewann mit der Mixedstaffel Silber, selbiges Edelmetall ergatterte er zwei Jahre darauf in dieser Disziplin erneut. Im Winter 2015/16 steigerte der Kasache seine Leistungen und konnte insgesamt drei Verfolgungsrennen im Weltcup erreichen, wobei er mit Rang 46 beim Sprint von Ruhpolding auch seine zweitbeste Karriereleistung realisierte. Zudem gelang ihm in Presque Isle mit Jan Sawizki, Anton Pantow und Maxim Braun, die erste Top-10-Platzierung einer kasachischen Herrenstaffel in der Geschichte zu erzielen. Diesen zehnten Rang konnte das Team in derselben Besetzung im Folgewinter in Pyeongchang noch einmal um eine Position verbessern, Weltcuppunkte in einem Einzelrennen konnte Podkorytow allerdings nicht gewinnen. Im Februar 2017 gewann er bei den Asienspielen im Sprint sowie mit der Mixedstaffel zwei weitere Silbermedaillen. Die letzte Saison des Kasachen wurde der Winter 2017/18. In Ruhpolding erzielte er dabei mit Rang 44 im Einzel seine beste Karriereplatzierung, an selber Stelle ging es mit der Staffel auf Rang 11. Höhepunkt der Saison waren schließlich die Olympischen Winterspiele von Pyeongchang, wo als bestes Ergebnis Rang 62 im Einzel heraussprang. Seinen letzten Wettkampf bestritt Podkorytow in Tjumen.
Im November 2018 suspendierte die Internationale Biathlon-Union Podkorytow sowie acht weitere Mitglieder der kasachischen Nationalmannschaft. Dies folgte auf Funde von Dopingmitteln bei routinemäßigen Kontrollen im Rahmen der WM 2017 sowie Wettkämpfen in Antholz im Jahr darauf. Während beispielsweise die ebenfalls betroffenen Galina Wischnewskaja und Darja Klimina nach längeren Pausen wieder in den Wettkampfzirkus einstiegen, entschied sich Podkorytow wie auch Olga Poltaranina dazu, seine aktive Karriere zu beenden.

## Statistiken

### Weltcupplatzierungen
Die Tabelle zeigt alle Platzierungen (je nach Austragungsjahr einschließlich Olympische Spiele und Weltmeisterschaften).
- 1.–3. Platz: Anzahl der Podiumsplatzierungen
- Top 10: Anzahl der Platzierungen unter den ersten zehn (einschließlich Podium)
- Punkteränge: Anzahl der Platzierungen innerhalb der Punkteränge (einschließlich Podium und Top 10)
- Starts: Anzahl gelaufener Rennen in der jeweiligen Disziplin
- Staffel: inklusive Mixed- und Single-Mixed-Staffeln

| Platzierung | Einzel | Sprint | Verfolgung | Massenstart | Staffel | Gesamt |
| ----------- | ------ | ------ | ---------- | ----------- | ------- | ------ |
| 1. Platz    |        |        |            |             |         |        |
| 2. Platz    |        |        |            |             |         |        |
| 3. Platz    |        |        |            |             |         |        |
| Top 10      |        |        |            |             | 2       | 2      |
| Punkteränge |        |        |            |             | 19      | 19     |
| Starts      | 10     | 26     | 3          |             | 19      | 58     |

### Olympische Winterspiele
Ergebnisse bei Olympischen Winterspielen:
|                                             | Einzelwettbewerbe | Einzelwettbewerbe | Einzelwettbewerbe | Einzelwettbewerbe | Staffelwettbewerbe | Staffelwettbewerbe |
| Einzel                                      | Sprint            | Verfolgung        | Massenstart       | Herrenstaffel     | Mixedstaffel       |                    |
| ------------------------------------------- | ----------------- | ----------------- | ----------------- | ----------------- | ------------------ | ------------------ |
| Olympische Winterspiele 2018 \| Pyeongchang | 62.               | 80.               | –                 | –                 | 17.                | –                  |

### Biathlon-Weltmeisterschaften
Ergebnisse bei den Weltmeisterschaften:
| Weltmeisterschaften | Weltmeisterschaften | Einzelwettbewerbe | Einzelwettbewerbe | Einzelwettbewerbe | Einzelwettbewerbe | Staffelwettbewerbe | Staffelwettbewerbe |
| Jahr                | Ort                 | Einzel            | Sprint            | Verfolgung        | Massenstart       | Herrenstaffel      | Mixedstaffel       |
| ------------------- | ------------------- | ----------------- | ----------------- | ----------------- | ----------------- | ------------------ | ------------------ |
| 2015                | Kontiolahti         | 76.               | 113.              | –                 | –                 | 17.                | –                  |
| 2016                | Oslo                | 67.               | 72.               | –                 | –                 | 20.                | –                  |
| 2017                | Hochfilzen          | 67.               | –                 | –                 | –                 | 14.                | –                  |

### Jugend-/Juniorenweltmeisterschaften
Podkorytow nahm bis 2013 an den Jugend-, ab 2014 an den Juniorenwettkämpfen teil.
| Weltmeisterschaften | Weltmeisterschaften | Einzelwettbewerbe | Einzelwettbewerbe | Einzelwettbewerbe | Herrenstaffel |
| Jahr                | Ort                 | Einzel            | Sprint            | Verfolgung        | Herrenstaffel |
| ------------------- | ------------------- | ----------------- | ----------------- | ----------------- | ------------- |
| 2012                | Kontiolahti         | 60.               | 20.               | 45.               | 4.            |
| 2013                | Obertilliach        | 56.               | 16.               | 22.               | 12.           |
| 2014                | Presque Isle        | –                 | –                 | –                 | 5.            |
| 2015                | Minsk               | DNF               | 30.               | DNS               | 14.           |